# Palladium(IV)-oxid
Palladium(IV)-oxid, auch als Palladiumdioxid bezeichnet, ist eine chemische Verbindung der Elemente Palladium und Sauerstoff. Das Oxid ist als Hydrat dunkelrot, wasserfrei dagegen schwarz, es zerfällt bei 200 °C in Palladium(II)-oxid.

## Gewinnung und Darstellung
Palladium(IV)-oxid fällt als Niederschlag beim Versetzen von PdCl62−-haltigen wässrigen Lösungen mit verdünnter Natronlauge an:
{\displaystyle \mathrm {Na_{2}PdCl_{6}+4\ NaOH\longrightarrow \ PdO_{2}+6\ NaCl+2\ H_{2}O} }
Eine Lösung von Natriumcarbonat enthält ausreichend Hydroxidionen und kann anstatt von Natronlauge verwendet werden:
{\displaystyle \mathrm {Na_{2}PdCl_{6}+2\ Na_{2}CO_{3}\longrightarrow \ PdO_{2}+6\ NaCl+2\ CO_{2}\uparrow } }
Eine weitere Synthesemethode ist die anodische Oxidation von Palladium(II)-nitrat. Die Herstellung durch Oxidation von Palladium(II)-chlorid mit Ozon verläuft mit schlechten Ausbeuten, da das Palladiumdioxid mit der als Nebenprodukt anfallenden Salzsäure teilweise weiterreagiert.

## Eigenschaften

### Physikalische Eigenschaften
Palladiumdioxid kristallisiert im tetragonalen Kristallsystem in der Raumgruppe P42/mnm (Raumgruppen-Nr. 136) mit den Gitterparametern a = 448 pm und c = 310 pm sowie zwei Formeleinheiten pro Elementarzelle (Rutilstruktur).

### Chemische Eigenschaften
Beim Erhitzen gibt Palladiumdioxid Sauerstoff ab und geht bei 200 °C in Palladium(II)-oxid über, das wiederum bei 875 °C in die Elemente zerfällt.
{\displaystyle \mathrm {2\ PdO_{2}\ \ {\xrightarrow[{-O_{2}}]{200^{\circ }C}}\ \ 2\ PdO\ \ {\xrightarrow[{-O_{2}}]{875^{\circ }C}}\ \ 2\ Pd} }
Das Hydrat löst sich in konzentrierter Natriumhydroxidlösung unter Bildung von Hexahydroxopalladat-Ionen, die wasserfreie Substanz ist in Alkalien unlöslich.
{\displaystyle \mathrm {PdO_{2}+2\ NaOH+2\ H_{2}O\longrightarrow Na_{2}[Pd(OH)_{6}]} }
Ebenso ist das Hydrat des Palladiumdioxids in Salzsäure löslich, dabei werden Hexachlorpalladat(IV)-Ionen gebildet.
{\displaystyle \mathrm {PdO_{2}+6\ HCl\longrightarrow H_{2}[PdCl_{6}]+2\ H_{2}O} }
Palladiumdioxid ist in Oxalsäure zunächst unter Gelbfärbung und Bildung von Dioxalatopalladat(II)-Ionen [Pd(OOC-COO)2]2− löslich, beim Kochen wird es zu elementarem Palladium reduziert.
{\displaystyle \mathrm {PdO_{2}+2\ (COOH)_{2}\longrightarrow Pd+4\ CO_{2}\uparrow +2\ H_{2}O} }
Auch beim Kochen mit Essigsäure entsteht elementares Palladium.